# IC 1816
IC 1816 је спирална галаксија у сазвјежђу Пећ која се налази на листи објеката дубоког неба у Индекс каталогу.
Деклинација објекта је - 36° 40' 20" а ректасцензија 2h 31m 51,0s. Привидна величина (магнитуда) објекта IC 1816 износи 13,1 а фотографска магнитуда 13,9. IC 1816 је још познат и под ознакама ESO 355-25, MCG -6-6-11, FAIR 1090, AM 0229-365, IRAS 02297-3653, PGC 9634.